# Mick Øgendahl
Mick Øgendahl (født 7. april 1973) er en dansk standupkomiker, skuespiller og manuskriptforfatter. Han begyndte sin karriere i 1993 og er kendt for sin højde på 166 cm, hvilket han ofte udtrykker i sin standup. Hans sceneoptræden er energisk og meget fysisk betonet, mens hans tekstmateriale hovedsageligt er observationskomisk, altså tager afsæt i betragtninger af menneskers almindelige adfærd og hverdagsliv. I starten af hans karriere var komikken dog rettet mod samliv og det modsatte køn, men siden har han formået at udvikle repertoiret til et bredere spektrum af emner.
Han har haft succes i en række film som bl.a. Blå mænd, Julefrokosten og serien Alle for.. bestående af Alle for én, Alle for to, Alle for tre og Alle for fire. Han har vundet prisen som Årets Komiker ved Zulu Comedy Galla i 2012.

## Baggrund

### Opvækst og tidlige liv
Mick Øgendahl blev født i Silkeborg, men voksede op i Horreby på Østfalster. Her boede han med sin mor og stedfar i aftægtsboligen til en gammel gård ude på landet. Efter folkeskolen begyndte han på erhvervsskolernes grunduddannelse inden for jern og metal og efter at have været der et år, rykkede han til HTX i Næstved, hvor han gik på maskinlinjen.
Han flyttede efterfølgende til København med planer om at skulle optræde. Lysten til at underholde opstod tidligt i hans liv – i hjemmet på Falster kunne de se tysk fjernsyn: ARD, NDR og ZDF, og her faldt han tit over programmer med Gøg og Gokke, Charlie Chaplin og Buster Keaton.

## Karriere
I 1993 begyndte han sin karriere på Restaurant DIN's, der lå i Lille Kannikestræde i det indre København. På tv kom han første gang i centrum i Danmarks Radios satireserie Intermezzo i 1999 sammen med Anders Matthesen, og samme år havde han en gæsterolle i DR2s tv-sketchprogram Casper & Mandrilaftalen. Året efter fik han et større gennembrud med sit eget onemanshow Micktrix. Showets navn kobler hans fornavn til filmen The Matrix, der var populær på det tidspunkt, men som i øvrigt ikke har noget med showet at gøre. Micktrix var en klubturné rundt i Danmark – ca. 20 små spillesteder blev gæstet.
Siden er der fulgt flere onemanshow: Tåfræser (2004), UNDSKYLD! (2006), Propaganda (2010) og senest SPAS (2012). Til TV 2 Zulu lavede han sammen med Rune Klan programmerne Tak for i aften og Tak for i aften on tour, som gav kanalen nogle af de højeste seertal i dens levetid. I 2009 skabte han sammen med Linda P komedieserien Hvor fanden er Herning?. Desuden har han også sat sit personlige præg på en række satireserier, heriblandt Gintberg Show Off (2000), Vindhætterne (2002), Monberg & Tuxen (2004) og Anstalten (2011).
I 2007 skrev han sammen med Rasmus Heide spillefilmen Blå mænd. Året efter ramte den biograferne med Øgendahl i rollen som den smådumme lossepladsmedarbejder Dion. Filmen blev modtaget med lunkne anmeldelser, men publikum tog godt imod den – 450.000 biografbilletter solgte den, og det gjorde den til den næstmest sete danske film i 2008. Desuden har han også skrevet manuskriptet til Alle for én, Alle for to og Alle for tre.
I 2016 tjente hans firma 4M's Aps, der håndterer hans indtægter fra hans onemanshows, 10,2 mio. DKK, og han trak 3,5 mio. DKK ud til sig selv. Året efter, i 2017, tjente hans firma 11,5 mio. DKK.

## Onemanshows

### Micktrix
Micktrix var hans første onemanshow fra 2002. Showets navn kobler hans fornavn til filmen The Matrix, der var populær på det tidspunkt, men som i øvrigt ikke har noget med showet at gøre. Micktrix var en klubturné rundt i Danmark – ca. 20 små spillesteder blev gæstet.

### Tåfræser
Tåfræser var hans andet onemanshow fra 2004. I showet lagde han ikke skjul på, at han kommer fra Falster og bor i Greve. Showet blev optaget i Tivolis Koncertsal den 25. september 2004 og efterfølgende udgivet på DVD. I februar 2005 havde DVD'en solgt 20.000 eksemplarer.

### UNDSKYLD!
UNDSKYLD! var hans tredje onemanshow fra 2006, der også arbejder med med vekselvirkningen mellem en opklippet kortfilm, som Øgendahl har skrevet, produceret og spiller en hovedrolle i, og hans indskudte standuporienterede kommentarer mellem klippene, leveret live for filmens publikum.
Filmdelen i UNDSKYLD! er instrueret af Adam Neutzsky-Wulff, produceret og finansieret af Mick Øgendahl selv. I filmen medvirker Øgendahl, Kim Bodnia, Kaya Brüel, Lars Hjortshøj, Per Oscarsson og Claudia Galli. UNDSKYLD! solgte mere end 35.000 billetter.

### Propaganda
I 2010 lavede han sit fjerde onemanshow kaldet Propaganda. Han nåede op på mere end 100 shows og solgte mere end 65.000 billetter. Emnerne i showet er meget forskellige, bl.a. rengøringsprodukter, parforhold, Karen Blixen, gratisaviser, biler, teenageekspedienter, finanskrisen, mode, materialisme og højtbelagt smørrebrød.

### SPAS
I februar 2012 havde Øgendahl premiere på sit femte onemanshow kaldet SPAS. Premieren foregik i Nykøbing Falster Teater.

### FEST
I september 2015 offentliggjorde Mick Øgendahl navnet på sit kommende onemanshow Mick Øgendahls FEST. Showet var således hans sjette onemanshow og havde premiere den 15. september 2016 i Nykøbing Falster. Showet kørte frem til 2. juni 2017 med sidste show i Nakskov.

### Bad Boy
Det 7. one-man show der får premiere 1. november 2024, og får umiddelbart en ende i Randers d. 6 juni 2025.

## Privatliv
Øgendahl blev gift med Marlene Schøning i Greve Kirke i 2007. Sammen har de tre børn fra ca. 2007, 2009 og 2012. Parret bor i Holte, hvor de købte en villa i 2011 som de rev ned og opførte et nyt hus på grunden. Parret har desuden et sommerhus i Hundested, købt i 2014.
I maj 2013 måtte Øgendahl indlægges 14 dage på psykiatrisk afdeling under indspilningerne af Tomgang grundet stress.
Ifølge en opgørelse fra Se og Hør var Øgendahl i 2022 den danske komiker med den største formue i sit firma, Unterholdning ApS på knap 46,5 mio. kr. Han afviste dog selv, at han skulle være den rigeste komiker.

## Hæder
Zulu Awards
- 2009 - Årets Danske Comedy-pris med Rune Klan for Tak for i aften

Zulu Comedy Galla
- 2012 - Årets Komiker for Spas (vundet)[25]
- 2017 - Årets Komiker for Fest (nomineret)
- 2019 - Årets Komiker med Frank Hvam for Det Gode Selskab (nomineret)
- 2020 - Årets kammerat for "Altid, at stå klar til, at hjælpe kollegaer og comedy-branchen når det brænder på. Oven i det, er Mick også en god kammerat"

Andre priser
- 2021 - Teaterflisen[26]

## Filmografi

### Comedy
- 2001: Den ægte vare
- 2002: Micktrix
- 2004: Tåfræser
- 2006: UNDSKYLD!
- 2010: Propaganda
- 2012: SPAS
- 2016-2017: FEST
- 2024-2025: Bad Boy

### Spillefilm
- 2003: Regel nr. 1
- 2005: Madagascar (lægger stemme til zebraen Marty)
- 2006: Arthur og Minimoyserne (lægger stemme til Betameche)
- 2006: Ice Age 2: På tynd is (lægger stemme til pungrotten Crach)
- 2006: Tekstmager
- 2008: Blå mænd
- 2008: Tempelriddernes skat III (han er den sjove mand på hotellet)
- 2008: Madagascar 2 (lægger stemme til zebraen Marty)
- 2009: Julefrokosten
- 2009: Ice Age 3: Dinosaurerne kommer (lægger stemme til pungrotten Crach)
- 2010: Olsen-banden på de bonede gulve (lægger stemme til Johnny)
- 2011: Alle for én
- 2011: Jensen & Jensen (lægger stemme til Jimmi)
- 2012: Madagascar 3 (lægger stemme til zebraen Marty)
- 2013: Alle for to
- 2014: Kolbøttefabrikken
- 2016: Kæledyrenes hemmelige liv (lægger stemme til kaninen Snefnug)
- 2017: Alle for tre
- 2020: Klovn The Final
- 2022: Alle for fire

### TV
- 1997: Brødrene Lieberkind
- 1999: Intermezzo
- 1999: Casper & Mandrilaftalen
- 2000-2001: Gintberg Show Off
- 2001-2002: Langt fra Las Vegas (afsnit: Proletarkæden og Liva)
- 2002: Vindhætterne
- 2002: Den 6. sans
- 2003: Nissernes Ø
- 2004: Monberg & Tuxen
- 2005: Omars jul
- 2006: Jul i verdensrummet
- 2007: Tak for i aften
- 2008: Tak for i aften on tour
- 2009: Hvor fanden er Herning?
- 2011: Anstalten
- 2013: Danish Dynamite
- 2013-15: Tomgang
- 2018: Øgendahl og de store forfattere
- 2019-2023: Minkavlerne

### TV optræden som Mick Øgendahl
- 1997: De nye sjove
- 1998: Talegaver til børn
- 2002: Den ægte vare: Live i Cirkusbygningen
- 2003: Talegaver til børn - 10 års jubilæum
- 1997-2003: Stand-up.dk
- 2003: Go' røv & go' weekend
- 2003: The Uffe Holm Show
- 2004: Zulu bingo
- 2003-2004: Boogie Update
- 2004: Sara & Signe
- 2004: Snurre Snups Søndagsklub
- 2005: Humor mod AIDS
- 2005: Gintbergs store aften - hver aften
- 2006: Planet Voice
- 2007: Zulu Awards '07
- 2007: Tak for i aften
- 2007: Brian Mørk Show
- 2008: Tak for i aften on tour
- 2009: Zulu Awards '09
- 2009: Zulu Late Night, Live!
- 2009: Live fra Bremen
- 2010: Meyerheim
- 2010: Zulu comedy galla '10
- 2011: Zulu Awards '11 - Det store show
- 2011: Weekend Weekend
- 2011-2013: Natholdet - med Anders Breinholt
- 2010-2016: Aftenshowet
- 2004-2017: Go' morgen Danmark
- 2018: Natholdet - ZULU 18 år
- 2018-2019: Øgendahl og de store forfattere
- 2019: Bidt, brændt og stukket (1 episode)